# Saale-Orla-Kreis
Der Saale-Orla-Kreis ist ein Landkreis im Südosten von Thüringen. Kreisstadt ist Schleiz. Er ist nach dem Wartburgkreis und dem Landkreis Schmalkalden-Meiningen flächenmäßig der drittgrößte thüringische Landkreis. Raumordnerisch gehört er zur Planungsregion Ostthüringen, und er ist Mitglied der Planungsgemeinschaft Ostthüringen.

## Geographie

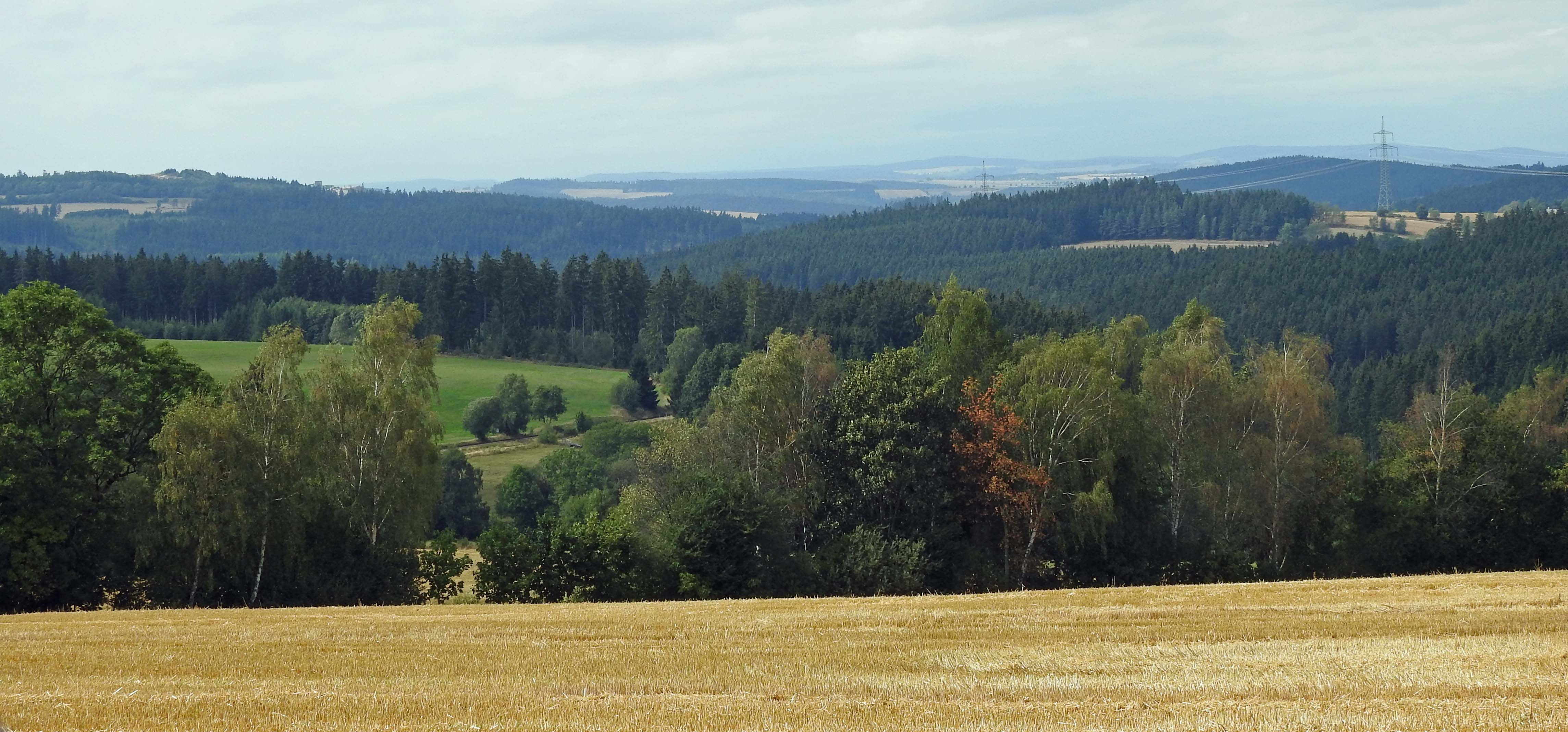
Landschaft bei Wurzbach

### Lage
Der Landkreis liegt zum größten Teil im Thüringer Schiefergebirge bzw. in dessen Übergangsgebieten zum Thüringer Holzland und zum Vogtland. Dadurch ist das Gelände von deutlichem Mittelgebirgscharakter, über 80 % der Fläche des Landkreises liegen über 400 m Höhe. Den niedrigsten Punkt bildet das Orlatal mit einer Höhe von ca. 180 m ü. NN auf dem Gebiet der Gemeinde Langenorla. Der Sieglitzberg bei Bad Lobenstein nahe der Grenze zu Bayern ist mit 733 m ü. NN der höchstgelegene Punkt im Kreisgebiet. Der höchstgelegene Ort ist Rodacherbrunn auf ca. 700 m.
Nachbarkreise sind im Norden der Saale-Holzland-Kreis, im Nordosten der Landkreis Greiz, im Südosten der sächsische Vogtlandkreis, im Süden der bayerische Landkreis Hof, im Südwesten der bayerische Landkreis Kronach und im Westen der Landkreis Saalfeld-Rudolstadt.

### Gewässer
Der namensgebende Fluss Saale schneidet sich tief ins Gelände ein und fließt auf einer Länge von ca. 90 Kilometern durch das Kreisgebiet. Die zweite Namensgeberin ist die Orla, ein rechter Nebenfluss der Saale, der die im Norden des Kreises gelegene Orlasenke durchströmt.
Mit der Bleilochtalsperre und der Talsperre Hohenwarte befinden sich im Kreisgebiet zwei der größten Talsperren Thüringens.

### Naturräumliche Gliederung
Die Thüringer Naturräume Oberes Saaletal, Saale-Sandsteinplatte, Orlasenke, Hohes Thüringer Schiefergebirge–Frankenwald, Ostthüringer Schiefergebirge–Vogtland, Schwarza-Sormitz-Gebiet und Plothener Teichplatte liegen ganz oder teilweise im Kreisgebiet. Weite Teile des Kreisgebietes befinden sich im Naturpark Thüringer Schiefergebirge/Obere Saale.

## Geschichte

### Bildung des Landkreises

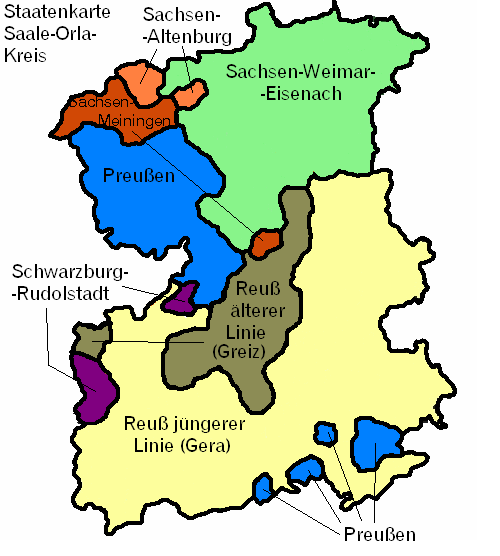
Staatenzugehörigkeit des Landkreises vor 1922

Der Landkreis entstand am 1. Juli 1994 im Rahmen der Kreisreform Thüringen durch Zusammenlegung der Landkreise Lobenstein, Pößneck und Schleiz.
Historische Vorgänger sind unter anderem der Neustädter Kreis (bis 1920), der Landkreis Ziegenrück (bis 1952) sowie der Landkreis Schleiz (bis 1952).

### Einwohnerentwicklung
| Jahr | Einwohner |
| ---- | --------- |
| 1994 | 102.875   |
| 1995 | 092.226   |
| 1996 | 092.901   |
| 1997 | 093.551   |
| 1998 | 093.847   |
| 1999 | 093.679   |
| 2000 | 093.929   |
| 2001 | 093.404   |

| Jahr | Einwohner |
| ---- | --------- |
| 2002 | 92.969    |
| 2003 | 92.311    |
| 2004 | 91.470    |
| 2005 | 90.761    |
| 2006 | 89.827    |
| 2007 | 88.935    |
| 2008 | 88.199    |
| 2009 | 87.400    |

| Jahr | Einwohner |
| ---- | --------- |
| 2010 | 86.809    |
| 2011 | 86.906    |
| 2012 | 84.435    |
| 2013 | 83.654    |
| 2014 | 82.887    |
| 2015 | 82.951    |
| 2016 | 82.362    |
| 2017 | 81.501    |

| Jahr | Einwohner |
| ---- | --------- |
| 2018 | 80.868    |
| 2019 | 80.312    |
| 2020 | 79.632    |
| 2021 | 79.030    |
| 2022 | 78.404    |
| 2023 | 77.859    |
| 2024 | 77.341    |

Datenquelle: ab 1994 Thüringer Landesamt für Statistik – Werte vom 31. Dezember

## Politik

### Kreistag
Die 40 Sitze im Kreistag verteilen sich seit der Kommunalwahl am 26. Mai 2024 folgendermaßen auf die einzelnen Parteien:
| Partei     | Sitze   | Sitzverteilung im Kreistag des Saale-Orla-Kreises seit 2024 nach ParteienInsgesamt 40 Sitze - Linke: 3 - UM UNS/SPD: 2 - Grüne: 1 - UBV: 3 - FDP: 2 - CDU: 15 - WU: 1 - AfD: 13 | Sitzverteilung im Kreistag des Saale-Orla-Kreises seit 2024 nach FraktionenInsgesamt 40 Sitze - LINKE-SPD-GRÜNE: 6 - UBV/FDP/WU: 6 - CDU: 15 - AfD: 13 |
| CDU        | 15 (±0) | Sitzverteilung im Kreistag des Saale-Orla-Kreises seit 2024 nach ParteienInsgesamt 40 Sitze - Linke: 3 - UM UNS/SPD: 2 - Grüne: 1 - UBV: 3 - FDP: 2 - CDU: 15 - WU: 1 - AfD: 13 | Sitzverteilung im Kreistag des Saale-Orla-Kreises seit 2024 nach FraktionenInsgesamt 40 Sitze - LINKE-SPD-GRÜNE: 6 - UBV/FDP/WU: 6 - CDU: 15 - AfD: 13 |
| AfD        | 13 (+4) | Sitzverteilung im Kreistag des Saale-Orla-Kreises seit 2024 nach ParteienInsgesamt 40 Sitze - Linke: 3 - UM UNS/SPD: 2 - Grüne: 1 - UBV: 3 - FDP: 2 - CDU: 15 - WU: 1 - AfD: 13 | Sitzverteilung im Kreistag des Saale-Orla-Kreises seit 2024 nach FraktionenInsgesamt 40 Sitze - LINKE-SPD-GRÜNE: 6 - UBV/FDP/WU: 6 - CDU: 15 - AfD: 13 |
| UBV        | 3 (−4)  | Sitzverteilung im Kreistag des Saale-Orla-Kreises seit 2024 nach ParteienInsgesamt 40 Sitze - Linke: 3 - UM UNS/SPD: 2 - Grüne: 1 - UBV: 3 - FDP: 2 - CDU: 15 - WU: 1 - AfD: 13 | Sitzverteilung im Kreistag des Saale-Orla-Kreises seit 2024 nach FraktionenInsgesamt 40 Sitze - LINKE-SPD-GRÜNE: 6 - UBV/FDP/WU: 6 - CDU: 15 - AfD: 13 |
| LINKE      | 3 (−3)  | Sitzverteilung im Kreistag des Saale-Orla-Kreises seit 2024 nach ParteienInsgesamt 40 Sitze - Linke: 3 - UM UNS/SPD: 2 - Grüne: 1 - UBV: 3 - FDP: 2 - CDU: 15 - WU: 1 - AfD: 13 | Sitzverteilung im Kreistag des Saale-Orla-Kreises seit 2024 nach FraktionenInsgesamt 40 Sitze - LINKE-SPD-GRÜNE: 6 - UBV/FDP/WU: 6 - CDU: 15 - AfD: 13 |
| UM UNS/SPD | 2 (−2)  | Sitzverteilung im Kreistag des Saale-Orla-Kreises seit 2024 nach ParteienInsgesamt 40 Sitze - Linke: 3 - UM UNS/SPD: 2 - Grüne: 1 - UBV: 3 - FDP: 2 - CDU: 15 - WU: 1 - AfD: 13 | Sitzverteilung im Kreistag des Saale-Orla-Kreises seit 2024 nach FraktionenInsgesamt 40 Sitze - LINKE-SPD-GRÜNE: 6 - UBV/FDP/WU: 6 - CDU: 15 - AfD: 13 |
| FDP        | 2 (−1)  | Sitzverteilung im Kreistag des Saale-Orla-Kreises seit 2024 nach ParteienInsgesamt 40 Sitze - Linke: 3 - UM UNS/SPD: 2 - Grüne: 1 - UBV: 3 - FDP: 2 - CDU: 15 - WU: 1 - AfD: 13 | Sitzverteilung im Kreistag des Saale-Orla-Kreises seit 2024 nach FraktionenInsgesamt 40 Sitze - LINKE-SPD-GRÜNE: 6 - UBV/FDP/WU: 6 - CDU: 15 - AfD: 13 |
| WU         | 1 (+1)  | Sitzverteilung im Kreistag des Saale-Orla-Kreises seit 2024 nach ParteienInsgesamt 40 Sitze - Linke: 3 - UM UNS/SPD: 2 - Grüne: 1 - UBV: 3 - FDP: 2 - CDU: 15 - WU: 1 - AfD: 13 | Sitzverteilung im Kreistag des Saale-Orla-Kreises seit 2024 nach FraktionenInsgesamt 40 Sitze - LINKE-SPD-GRÜNE: 6 - UBV/FDP/WU: 6 - CDU: 15 - AfD: 13 |
| GRÜNE      | 1 (−1)  | Sitzverteilung im Kreistag des Saale-Orla-Kreises seit 2024 nach ParteienInsgesamt 40 Sitze - Linke: 3 - UM UNS/SPD: 2 - Grüne: 1 - UBV: 3 - FDP: 2 - CDU: 15 - WU: 1 - AfD: 13 | Sitzverteilung im Kreistag des Saale-Orla-Kreises seit 2024 nach FraktionenInsgesamt 40 Sitze - LINKE-SPD-GRÜNE: 6 - UBV/FDP/WU: 6 - CDU: 15 - AfD: 13 |

### Landrat
- 1994–2000: Peter Stephan (CDU)
- 2000–2012: Frank Roßner (SPD)
- 2012–2024: Thomas Fügmann (CDU)
- seit 2024: Christian Herrgott (CDU)

Bei der Landratswahl am 15. Januar 2012 trat der seit 2000 amtierende Landrat Frank Roßner (SPD) wieder an und erhielt mit 35,5 % die relative Mehrheit der Stimmen. Da keiner der Kandidaten die absolute Mehrheit erhielt, fand am 29. Januar 2012 eine Stichwahl zwischen Frank Roßner und Thomas Fügmann statt, die Fügmann mit 53,1 % der Stimmen gegen Roßner, der 46,9 % erreichte, für sich entscheiden konnte.
Fügmann durfte aus Altersgründen nicht für eine weitere Amtszeit antreten. Als Nachfolger kandidierten vier Bewerber. Im  ersten Wahlgang am 14. Januar 2024 erzielte Uwe Thrum (AfD) mit 45,7 % die meisten Stimmen vor Christian Herrgott (CDU) mit 33,3 %. Die parteilose SPD-Bewerberin Regina Butz erhielt 14,2 %, der Linke-Kandidat Ralf Kalich 6,9 %. Die Wahlbeteiligung lag bei 65,5 %. Da kein Kandidat die absolute Mehrheit erreichte, kam es am 28. Januar 2024 zur Stichwahl zwischen Thrum und Herrgott. Diese gewann Herrgott mit einem Stimmenanteil von 52,4 % bei einer Wahlbeteiligung von 68,6 %. Er trat sein Amt am 9. Februar 2024 an.

### Bundespolitik
Der Saale-Orla-Kreis bildet zusammen mit dem Landkreis Saalfeld-Rudolstadt und dem Saale-Holzland-Kreis den Bundestagswahlkreis Saalfeld-Rudolstadt – Saale-Holzland-Kreis – Saale-Orla-Kreis mit der Wahlkreisnummer 195. Bei der Bundestagswahl 2021 gewann der AfD-Politiker Michael Kaufmann das Direktmandat in diesem Wahlkreis, der sich gegen den bisherigen Mandatsinhaber Albert Weiler von der CDU durchsetzen konnte. Der Wahlkreis 195 ist somit einer von vier durch die AfD gewonnenen Wahlkreisen in Thüringen.

## Wirtschaft und Infrastruktur

### Wirtschaft
Unter allen Kreisen/kreisfreien Städten hatte 2019 der Saale-Orla-Kreis gemeinsam mit dem Altenburger Land die niedrigsten mittleren Bruttolöhne (jeweils 2.420 Euro) in ganz Deutschland (bundesweit: 3.401 Euro).

### Straßenverkehr
Der Kreis wird in Nord-Süd-Richtung von der Bundesautobahn 9 Berlin–Nürnberg und der weitgehend parallel dazu verlaufenden Bundesstraße 2 durchzogen. Wichtige Verbindungen in West-Ost-Richtung sind die Bundesstraße 281, die von Saalfeld kommend bei Triptis an die B 2 anbindet, sowie die Bundesstraße 90, die von Saalfeld kommend durch den Süden des Kreisgebietes über Bad Lobenstein zur B 2 bei Gefell führt. Die Bundesstraße 94 verbindet die Kreisstadt Schleiz mit Zeulenroda-Triebes.

### Schienenverkehr
Die älteste und wichtigste Bahnstrecke Gera – Saalfeld wurde 1871 von der Thüringischen Eisenbahn-Gesellschaft eingerichtet und berührt die Städte Triptis, Neustadt an der Orla und Pößneck.
Der Bahnhof Oppurg wurde 1892 Ausgangspunkt der Orlabahn, einer Querverbindung der Saal-Eisenbahn-Gesellschaft nach Orlamünde an ihrer Hauptstrecke Jena – Saalfeld. Die Strecke war ab Pößneck unterer Bahnhof schon seit 1889 in Betrieb.
Von Triptis führt seit 1894–1897 die von der Preußischen Staatsbahn erschlossene Bahnstrecke Triptis–Marxgrün quer durchs Gebirge über Ziegenrück – Lobenstein nach Blankenstein und ab 1901 weiter nach Marxgrün in Oberfranken. Auf sie trifft in Unterlemnitz die 1907/08 eröffnete Sormitztalbahn von Saalfeld über Wurzbach.
Das Schleizer Oberland wurde mit der Bahnstrecke Schönberg–Schleiz von dem im sächsischen Vogtlandkreis gelegenen Bahnhof Schönberg aus erschlossen, welche im Jahre 1887 als Staatsbahn des Fürstentums Reuß j.L. entstand und die erst 1930 durch die Schleizer Kleinbahn AG bis nach Saalburg an der Saale weitergeführt wurde. Diese neue Bahn ist samt einer Abzweigung nach Gräfenwarth-Sperrmauer lange Zeit elektrisch betrieben worden. Seit 2006 ist der Personenverkehr eingestellt.
Die Königlich Sächsischen Staatseisenbahnen eröffneten 1892 die Bahnstrecke Schönberg–Hirschberg von Schönberg über Tanna und Gefell nach Hirschberg an der Saale, das unmittelbar an der bayerischen Grenze liegt.
Das Schienennetz im heutigen Kreisgebiet von maximal 158 km Länge wurde vor in den 1990er Jahren so stark gekürzt, dass heute weniger als die Hälfte von Personenzügen befahren wird, nämlich nur 77 km. Folgende Strecken wurden stillgelegt:
- 1939: Gräfenwarth – Sperrmauer:                     3 km
- 1945: Blankenstein/Saale – Lichtenberg – Marxgrün:  1 km
- 1946: Pößneck unt.Bf – Oppurg:                      3 km
- 1994: Schönberg – Unterkoskau – Hirschberg:        17 km
- 1996: Schleiz West – Saalburg:                     14 km
- 1998: Triptis – Ziegenrück – Unterlemnitz:         43 km

Im Fahrplanjahr 2022 bedienen die folgenden Bahnlinien den Saale-Orla-Kreis:
| Linie | Linienverlauf | Betreiberin   | Takt    |
| ----- | --- | ------------- | ------- |
| RE 12 | Leipzig Hbf – Zeitz – Gera Hbf – Weida – Triptis – Neustadt (Orla) – Pößneck ob Bf – Saalfeld (Saale)                                     | Erfurter Bahn | 120 min |
| RB 22 | Leipzig Hbf – Zeitz – Gera Hbf – Weida – Triptis – Neustadt (Orla) – Neunhofen – Oppurg – Pößneck ob Bf – Krölpa-Ranis – Saalfeld (Saale) | Erfurter Bahn | 120 min |
| RB 28 | Jena Saalbf – Jena-Göschwitz – Kahla (Thür) – Orlamünde – Langenorla West – Langenorla Ost – Pößneck unt Bf                               | Erfurter Bahn | 120 min |
| RB 32 | Saalfeld (Saale) – Leutenberg – Wurzbach (Thür) – Unterlemnitz – Bad Lobenstein – Harra Nord – Harra – Blankenstein (Saale)               | Erfurter Bahn | 120 min |

Die Bahnstrecke Schönberg–Schleiz zwischen dem sächsischen Schönberg und der Kreisstadt Schleiz ist ohne Personenverkehr. Der Förderverein Wisentatalbahn e. V. nutzt sie mehrmals jährlich für Sonderfahrten. Die Bahnstrecke Leipzig–Hof quert zwischen den in Sachsen liegenden Bahnhöfen Schönberg (Vogtl) und Grobau dreimal ohne Halt das Kreisgebiet des Saale-Orla-Kreises.

### Öffentlicher Nahverkehr
Für den Busverkehr zuständig ist, wie im benachbarten Landkreis Saalfeld-Rudolstadt, die KomBus GmbH. Knotenpunkte des Netzes im Saale-Orla-Kreis befinden sich in Pößneck, Neustadt an der Orla, Schleiz und Bad Lobenstein. In diesen Städten wird auch ein Stadtverkehr angeboten. Weiterhin gibt es einige überregionale Buslinien, die unter anderem nach Saalfeld (Saale), Jena, Gera, Zeulenroda und Hof (Saale) verkehren. Abgesehen von einem kurzen Abschnitt der Linie 40 der PRG im Nordosten des Landkreises und einer Kooperation der KomBus mit den Verkehrsbetrieben Bachstein auf der überregionalen Buslinie 155 wird der Saale-Orla-Kreis durch keinen weiteren Verkehrsbetrieb angefahren.

## Schutzgebiete
Im Landkreis befinden sich 15 ausgewiesene Naturschutzgebiete (Stand Januar 2017).
| NSG Nr. | Name des Gebietes                 | Naturraum                                   | Fläche (ha) |
| ------- | --------------------------------- | ------------------------------------------- | ----------- |
| 163     | Dreba-Plothener Teichgebiet       | Plothener Teichplatte                       | 1094,7      |
| 167     | Kulm                              | Hohes Thüringer Schiefergebirge–Frankenwald | 0014,1      |
| 168     | Ziegenholz                        | Schwarza-Sormitz-Gebiet                     | 0010,3      |
| 169     | Heinrichstein                     | Oberes Saaletal                             | 0019,6      |
| 170     | Alpensteig                        | Oberes Saaletal                             | 0016,4      |
| 171     | Bleiberg                          | Oberes Saaletal                             | 0012,8      |
| 176     | Uhlstädter Heide                  | Saale-Sandsteinplatte                       | 1153,5      |
| 178     | Pinsenberg                        | Orlasenke                                   | 0011,6      |
| 181     | Kobersfelsen                      | Oberes Saaletal                             | 006,        |
| 275     | Buchenberg bei Krölpa             | Orlasenke                                   | 0020,1      |
| 276     | Weißacker                         | Saale-Sandsteinplatte                       | 0229,9      |
| 283     | Jägersruh-Gemäßgrund-Mulschwitzen | Hohes Thüringer Schiefergebirge–Frankenwald | 1303,4      |
| 288     | Wettera                           | Ostthüringer Schiefergebirge–Vogtland       | 0093,9      |
| 292     | Mittelgrund                       | Ostthüringer Schiefergebirge–Vogtland       | 263,        |
| 345     | Frießnitzer See – Struth          | Saale-Sandsteinplatte                       | 355,        |

## Gemeinden
Bad Lobenstein, Pößneck und Schleiz sind als Mittelzentren ausgewiesen.
Grundzentren sind die Städte Gefell/Hirschberg/Tanna (funktionsteilig), Neustadt an der Orla, Saalburg-Ebersdorf, Triptis.
(Einwohner am 31. Dezember 2024)
| Gemeinschaftsfreie Gemeinden 1. Bad Lobenstein, Stadt (5.523) 2. Gefell, Stadt (2.344) 3. Hirschberg, Stadt (2.105) 4. Pößneck, Stadt (11.960) 5. Remptendorf (3.090) 6. Rosenthal am Rennsteig (3.669) 7. Saalburg-Ebersdorf, Stadt (3.271) 8. Schleiz, Stadt (8.501) 9. Tanna, Stadt (3.304) 10. Wurzbach, Stadt (2.864) | Erfüllende Gemeinden 1. Neustadt an der Orla, Stadt (8743), erfüllende Gemeinde auch für 1. Kospoda (388) |  |

Verwaltungsgemeinschaften

* Verwaltungssitz
| - 1. Verwaltungsgemeinschaft Oppurg (5204) 1. Bodelwitz (561) 2. Döbritz (185) 3. Gertewitz (130) 4. Grobengereuth (186) 5. Langenorla (1177) 6. Lausnitz bei Neustadt an der Orla (293) 7. Nimritz (352) 8. Oberoppurg (149) 9. Oppurg * (1059) 10. Quaschwitz (68) 11. Solkwitz (57) 12. Weira (373) 13. Wernburg (614) | - 2. Verwaltungsgemeinschaft Ranis-Ziegenrück (6693) 1. Eßbach (228) 2. Gössitz (279) 3. Keila (73) 4. Krölpa (2543) 5. Moxa (81) 6. Paska (92) 7. Peuschen (430) 8. Ranis, Stadt * (1680) 9. Schmorda (87) 10. Schöndorf (263) 11. Seisla (119) 12. Wilhelmsdorf (192) 13. Ziegenrück, Stadt (626) |

| - 3. Verwaltungsgemeinschaft Seenplatte (3889) 1. Dittersdorf (450) 2. Görkwitz (305) 3. Göschitz (205) 4. Kirschkau (191) 5. Löhma (264) 6. Moßbach (387) 7. Neundorf (bei Schleiz) (257) 8. Oettersdorf * (800) 9. Plothen (252) 10. Pörmitz (151) 11. Tegau (387) 12. Volkmannsdorf (240) | - 4. Verwaltungsgemeinschaft Triptis (5793) 1. Dreitzsch (401) 2. Geroda (221) 3. Lemnitz (370) 4. Miesitz (269) 5. Mittelpöllnitz (271) 6. Rosendorf (159) 7. Schmieritz (376) 8. Tömmelsdorf (120) 9. Triptis, Stadt * (3606) |

Zu den Begriffen „Verwaltungsgemeinschaft“ bzw. „erfüllende Gemeinde“ siehe Verwaltungsgemeinschaft und erfüllende Gemeinde (Thüringen).

## Gebietsveränderungen

### Gemeinden
- Auflösung der Gemeinde Gleima – Eingliederung in die Gemeinde Gahma (2. September 1995)
- Auflösung der Gemeinde Möschlitz – Eingliederung in die Stadt Schleiz (29. Dezember 1995)
- Auflösung der Gemeinde Gräfenwarth – Eingliederung in die Stadt Schleiz (4. Juni 1996)
- Auflösung der Gemeinden Künsdorf, Mielesdorf, Rothenacker, Seubtendorf, Stelzen, Unterkoskau und Zollgrün – Eingliederung in die Stadt Tanna (1. Januar 1997)
- Auflösung der Gemeinden Blintendorf, Dobareuth, Gebersreuth und Langgrün – Eingliederung in die Stadt Gefell (1. Januar 1997)
- Auflösung der Gemeinden Friedebach, Gräfendorf, Herschdorf, Rockendorf und Trannroda – Eingliederung in die Gemeinde Krölpa (1. Januar 1997)
- Auflösung der Gemeinde Unterlemnitz – Eingliederung nach Bad Lobenstein (1. Januar 1997)
- Auflösung der Gemeinden Grumbach, Heberndorf, Heinersdorf, Oßla, Titschendorf und Weitisberga – Eingliederung in die Stadt Wurzbach (1. Juli 1999)
- Auflösung der Gemeinden Altengesees, Burglemnitz, Eliasbrunn, Gahma, Liebengrün, Rauschengesees, Ruppersdorf, Thierbach, Thimmendorf und Weisbach – Eingliederung in die Gemeinde Remptendorf (1. Juli 1999)
- Auflösung der Gemeinde Liebschütz – Eingliederung nach Remptendorf (29. September 2000)
- Auflösung der Stadt Saalburg und der Gemeinde Ebersdorf/Thüringen – Neubildung der Stadt Saalburg-Ebersdorf (1. Januar 2003)
- Umbenennung der Stadt Lobenstein in Bad Lobenstein (21. März 2005)
- Auflösung der Gemeinde Breitenhain – Eingliederung in die Stadt Neustadt an der Orla (1. Dezember 2010)
- Auflösung der Gemeinde Dragensdorf – Eingliederung nach Dittersdorf (1. Dezember 2010)
- Auflösung der Gemeinde Pillingsdorf – Eingliederung in die Stadt Triptis (1. Januar 2012)
- Auflösung der Gemeinde Chursdorf – Eingliederung nach Dittersdorf (31. Dezember 2013)
- Auflösung der Gemeinden Birkenhügel, Blankenberg, Blankenstein, Harra, Neundorf, Pottiga und Schlegel – Neubildung der Gemeinde Rosenthal am Rennsteig (1. Januar 2019)
- Auflösung der Gemeinde Bucha – Eingliederung nach Knau (1. Januar 2019)
- Auflösung der Gemeinde Stanau – Eingliederung nach Neustadt an der Orla (1. Januar 2019)
- Auflösung der Gemeinde Crispendorf – Eingliederung nach Schleiz (1. Januar 2019)
- Auflösung der Gemeinden Linda bei Neustadt an der Orla, Knau und Dreba – Eingliederung nach Neustadt an der Orla (31. Dezember 2019)
- Auflösung der Gemeinde Burgk – Eingliederung nach Schleiz (31. Dezember 2019)

### Verwaltungsgemeinschaften und erfüllende Gemeinden
- Auflösung der Verwaltungsgemeinschaft Heinersdorf – Eingliederung der Mitgliedsgemeinden Grumbach und Heinersdorf in die Verwaltungsgemeinschaft Region Wurzbach; Unterlemnitz wird zur selbständigen Gemeinde (11. Oktober 1994)
- Gründung der Verwaltungsgemeinschaft Region Wurzbach (12. Oktober 1994)
- Erweiterung der Verwaltungsgemeinschaft Oettersdorf um die Gemeinden Bucha, Dreba, Knau, Tegau und Volkmannsdorf (4. November 1994)
- Auflösung der Verwaltungsgemeinschaft Ranis-Oberland – Eingliederung der Mitgliedsgemeinden und der Gemeinden Crispendorf, Eßbach, Schöndorf und der Stadt Ziegenrück in die daraus gebildete Verwaltungsgemeinschaft Ranis-Ziegenrück (9. März 1995)
- Die Stadt Neustadt an der Orla wird erfüllende Gemeinde für Breitenhain, Kospoda, Linda bei Neustadt an der Orla und Stanau (16. Juni 1995)
- Erweiterung der Verwaltungsgemeinschaft Oppurg um die Gemeinde Langenorla (28. Juli 1995)
- Auflösung der Verwaltungsgemeinschaft Gefell – Umwandlung der Mitgliedsgemeinden in die Stadt Gefell, mit Ausnahme der Gemeinde Stelzen, die nach Tanna eingemeindet wird (1. Januar 1997)
- Auflösung der Verwaltungsgemeinschaft Krölpa – Umwandlung der Mitgliedsgemeinden in die Einheitsgemeinde Krölpa, mit Ausnahme von Seisla, welches sich der Verwaltungsgemeinschaft Ranis-Ziegenrück anschließt (1. Januar 1997)
- Auflösung der Verwaltungsgemeinschaft Tanna – Umwandlung der Mitgliedsgemeinden in die Stadt Tanna (1. Januar 1997)
- Auflösung der Verwaltungsgemeinschaft Region Wurzbach – Umwandlung der Mitgliedsgemeinden in die Stadt Wurzbach (1. Juli 1999)
- Auflösung der Verwaltungsgemeinschaft Saale-Sormitz-Höhen – Umwandlung der Mitgliedsgemeinden in die Gemeinde Remptendorf (1. Juli 1999)
- Ausgliederung der Gemeinde Burgk aus der Verwaltungsgemeinschaft Saalburg – Remptendorf wird die erfüllende Gemeinde (1. Juli 1999)
- Remptendorf wird erfüllende Gemeinde für Liebschütz (1. Juli 1999)
- Remptendorf ist nicht länger erfüllende Gemeinde für Liebschütz (29. September 2000)
- Auflösung der Verwaltungsgemeinschaft Saalburg – Die Stadt Saalburg schließt sich mit der Gemeinde Ebersdorf/Thüringen zur Stadt Saalburg-Ebersdorf zusammen (1. Januar 2003)
- Die Stadt Neustadt an der Orla ist nicht länger erfüllende Gemeinde für Breitenhain (30. November 2010)
- Erweiterung der Verwaltungsgemeinschaft Ranis-Ziegenrück um die Gemeinde Krölpa (31. Dezember 2013)
- Auflösung der Verwaltungsgemeinschaft Saale-Rennsteig – Umwandlung der Mitgliedsgemeinden in die Gemeinde Rosenthal am Rennsteig (1. Januar 2019)
- Die Stadt Neustadt an der Orla ist nicht länger erfüllende Gemeinde für Stanau (1. Januar 2019)
- Ausgliederung der Gemeinde Crispendorf aus der Verwaltungsgemeinschaft Ranis-Ziegenrück (1. Januar 2019)
- Die Stadt Neustadt an der Orla ist nicht länger erfüllende Gemeinde für Linda (31. Dezember 2019)
- Ausgliederung der Gemeinden Dreba und Knau aus der Verwaltungsgemeinschaft Seenplatte (31. Dezember 2019)
- Die Gemeinde Remptendorf ist nicht länger erfüllende Gemeinde für Burgk (31. Dezember 2019)

### Umbenennungen
- von Verwaltungsgemeinschaft Oettersdorf zu Verwaltungsgemeinschaft Seenplatte (3. November 1994)

## Kfz-Kennzeichen
Am 1. Juli 1994 wurden dem Landkreis die Kfz-Unterscheidungszeichen LBS (Bad Lobenstein), PN (Pößneck) und SCZ (Schleiz) zugewiesen. Diese wurden am 1. Februar 1995 vom neuen Unterscheidungszeichen SOK abgelöst.
Bis etwa zum Jahr 2000 erhielten Fahrzeuge aus den Altkreisen besondere Erkennungsnummern:
| Gebiet              | Buchstaben | Zahlen    |
| ------------------- | ---------- | --------- |
| Altkreis Lobenstein | A bis J    | 1 bis 999 |
| Altkreis Lobenstein | AA bis JZ  | 1 bis 99  |
| Altkreis Pößneck    | K bis S    | 1 bis 999 |
| Altkreis Pößneck    | KA bis SZ  | 1 bis 99  |
| Altkreis Schleiz    | T bis Z    | 1 bis 999 |
| Altkreis Schleiz    | TA bis ZZ  | 1 bis 99  |

Seit dem 24. November 2012 sind die Kürzel LBS, PN und SCZ wieder erhältlich.